# Hackelia
Hackelia är ett släkte av strävbladiga växter. Hackelia ingår i familjen strävbladiga växter.

## Bildgalleri

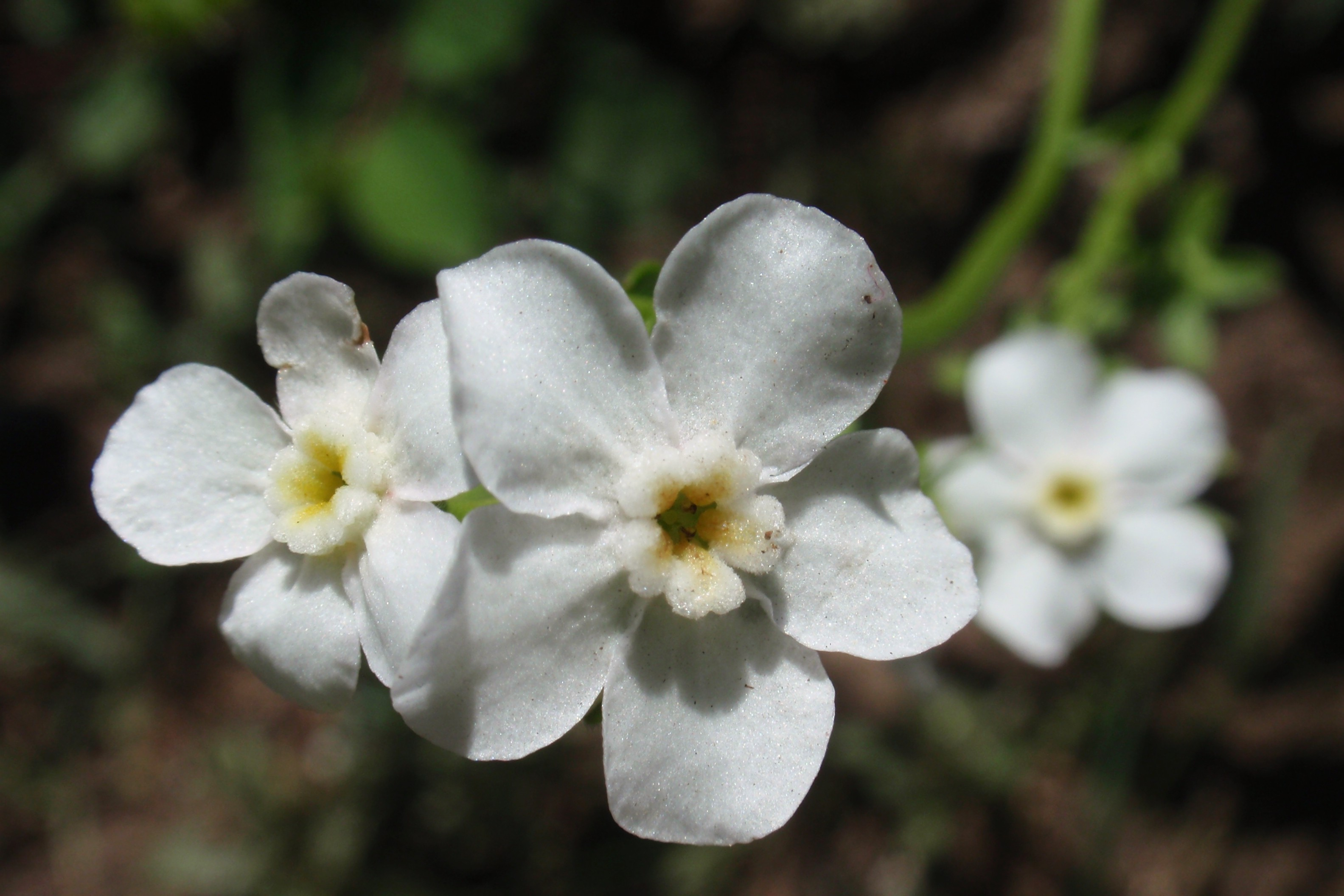
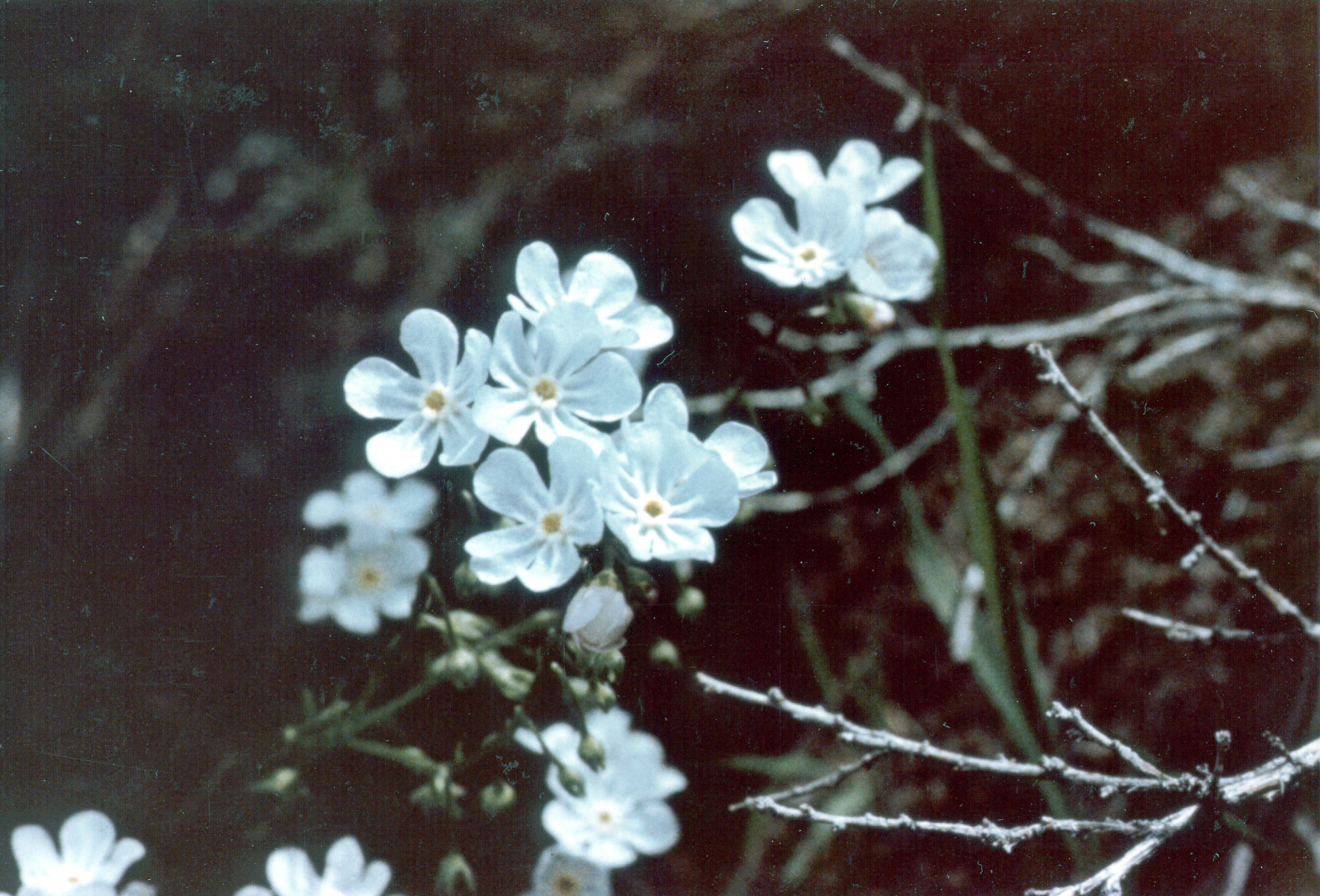
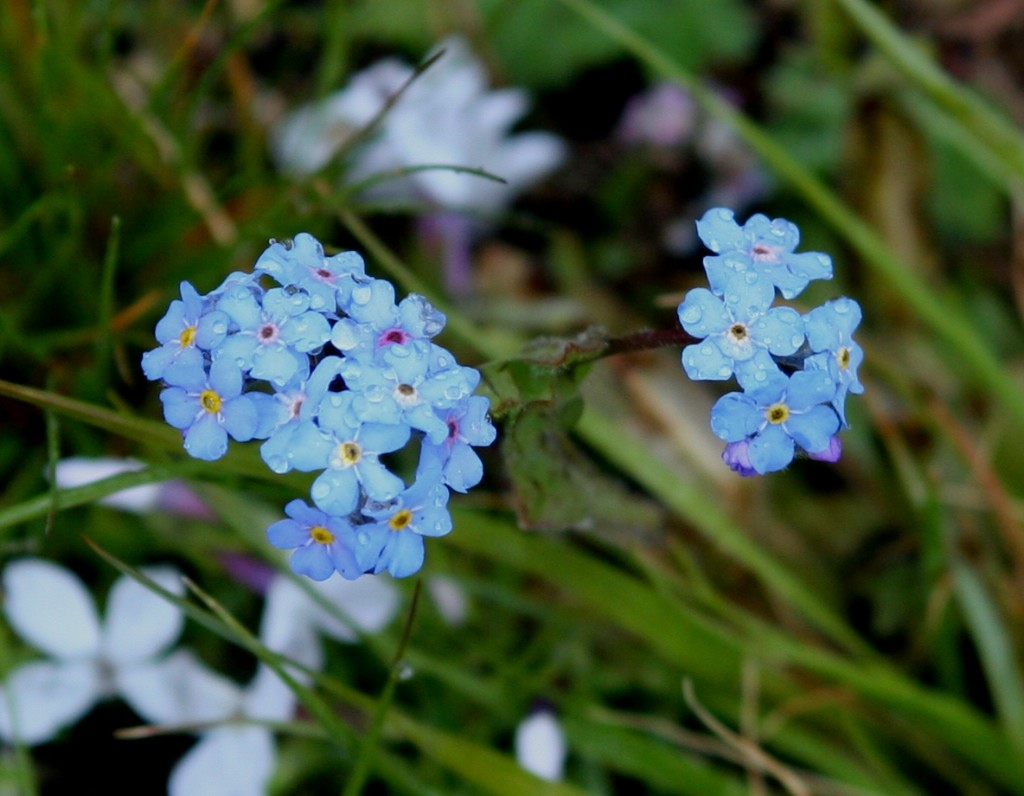
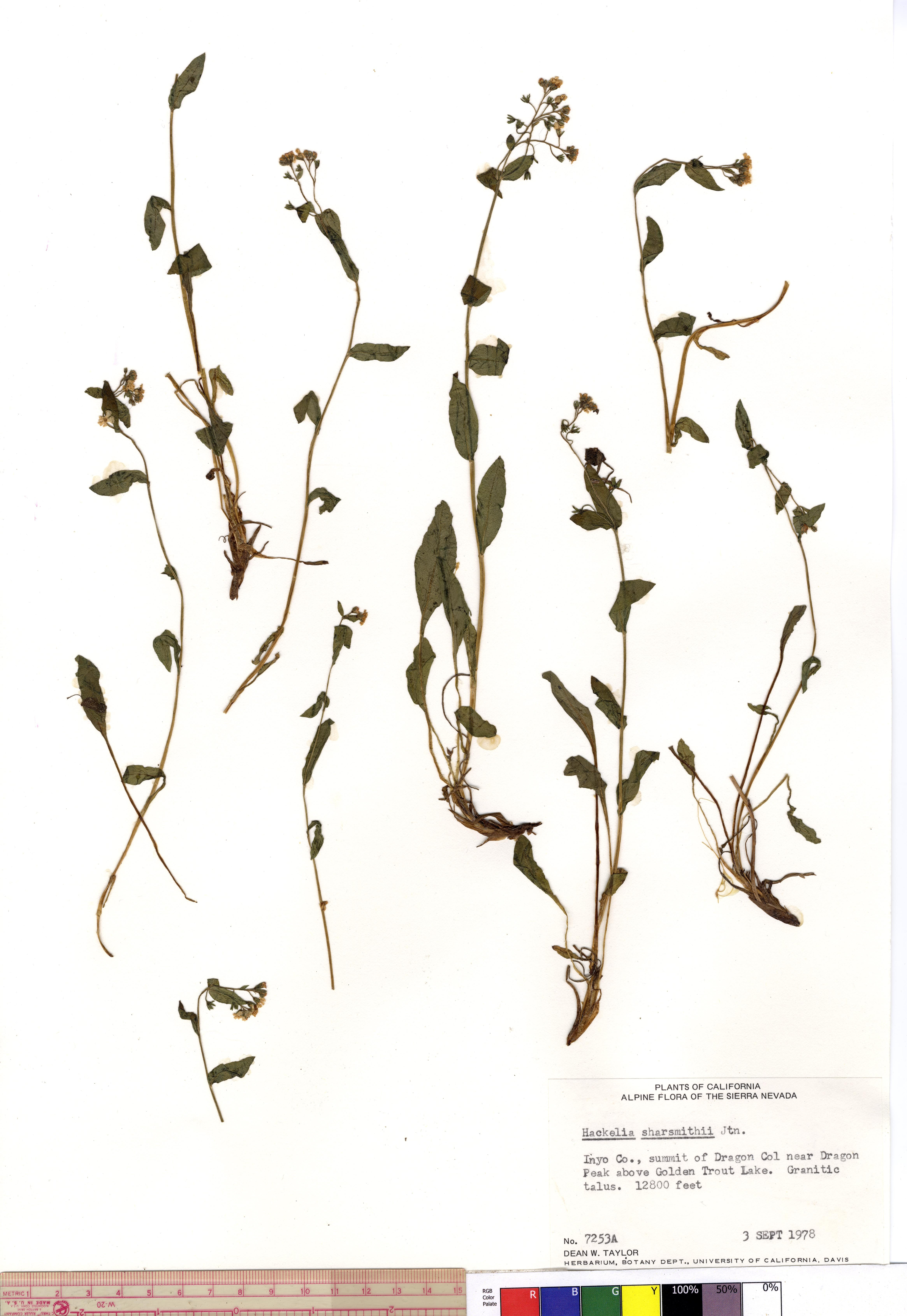
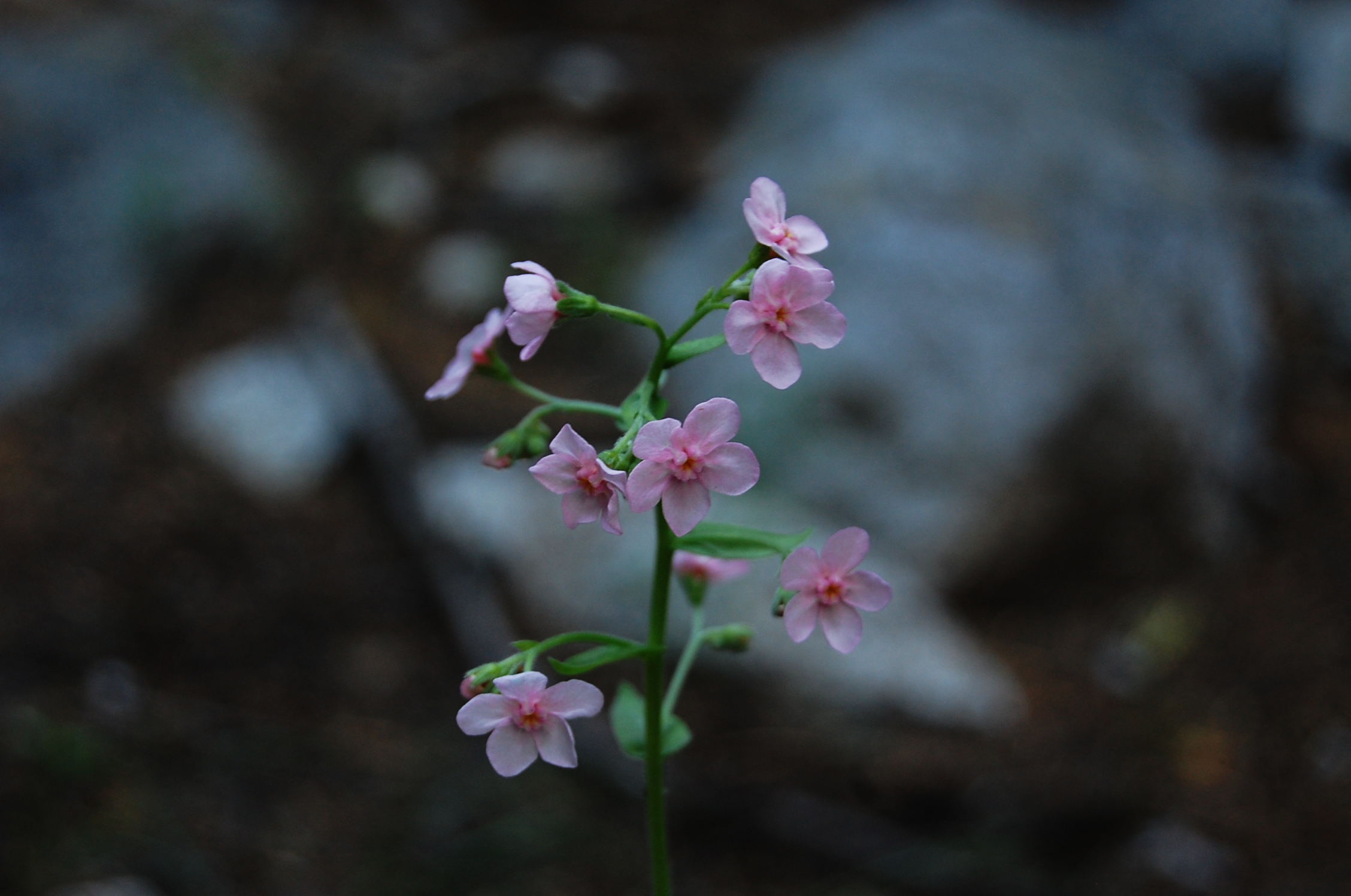
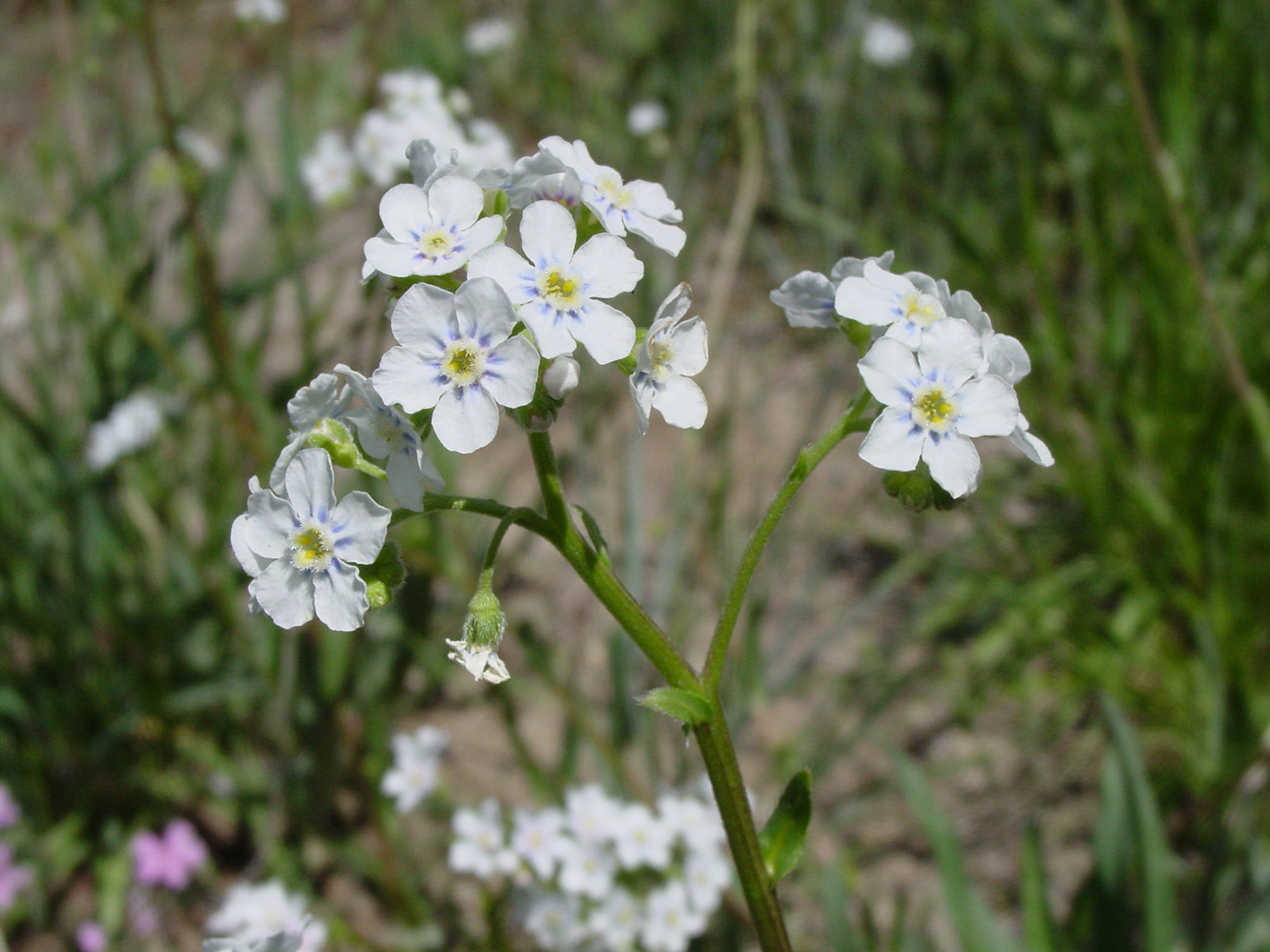

## Dottertaxa tillHackelia, i alfabetisk ordning[1]
- Hackelia amethystina
- Hackelia andicola
- Hackelia bella
- Hackelia besseyi
- Hackelia bhutanica
- Hackelia brachytuba
- Hackelia brevicula
- Hackelia californica
- Hackelia ciliata
- Hackelia cinerea
- Hackelia cronquistii
- Hackelia cusickii
- Hackelia davisii
- Hackelia deflexa
- Hackelia difformis
- Hackelia diffusa
- Hackelia floribunda
- Hackelia gracilenta
- Hackelia guatemalensis
- Hackelia heliocarpa
- Hackelia hintoniorum
- Hackelia hirsuta
- Hackelia hispida
- Hackelia ibapensis
- Hackelia leonotis
- Hackelia meeboldii
- Hackelia mexicana
- Hackelia micrantha
- Hackelia mundula
- Hackelia murgabica
- Hackelia nervosa
- Hackelia obtusifolia
- Hackelia ophiobia
- Hackelia parviflora
- Hackelia patens
- Hackelia pinetorum
- Hackelia popovii
- Hackelia rattanii
- Hackelia revoluta
- Hackelia setosa
- Hackelia sharsmithii
- Hackelia skutchii
- Hackelia stewartii
- Hackelia uncinatum
- Hackelia ursina
- Hackelia velutina
- Hackelia venusta
- Hackelia virginiana